# گیمل (گروه موسیقی)
گیمل (انگلیسی: Gimmel) یک گروه موسیقی در فنلاند است. 
در بهار ۲۰۰۲، مسابقه‌ای با عنوان ستارگان پاپ در فنلاند برگزار شد تا اعضایی برای تشکیل یک گروه موسیقی پاپ پیدا شود. ۴۵۴ زن جوان در آزمون‌های خوانندگی شرکت کردند. ۲۵ دختر به دور نهایی انتخاب راه یافتند. اعضای اولین گروه «ستارگان پاپ» در فنلاند عبارت بودند از جنی وارتیانن، سوزانا کوروالا، اوشما کارنانی و جونا پیرینن. پس از چند هفته، مشاجرات بین دختران افزایش یافت و جونا تصمیم گرفت گروه را برای یک حرفه انفرادی ترک کند. اوشما، سوزانا و جنی به کار خود ادامه دادند. آنها تصمیم گرفتند نام گیمل را برای خود انتخاب کنند.